# Jean-Nicolas Stofflet
Jean-Nicolas Stofflet (Bathelémont, 3 de febrero de 1753-Angers, 25 de febrero de 1796) fue un general del Ejército Católico y Real de la Vandea.

## Biografía
Hijo de un molinero de la Lorena, sirvió en un regimiento suizo del ejército francés y como guardia de caza al servicio del conde de Colbert-Maulévrie. Se unió a los campesinos rebeldes de la Vandea para defender sus principios religiosos y monárquicos, combatiendo bajo las órdenes de Maurice d'Elbée (1752-1794) en Fontenay, Cholet y Saumur, destacándose en los combates de Beaupréau, Laval y Antrain, por lo que fue nombrado general de división y en 1794 sucedió a Henri de La Rochejaquelein (1772-1794) como comandante en jefe del ejército rebelde, estableciendo su cuartel general en el bosque de Vezins. 
Sus peleas con el cabecilla rival, François de Charette (1763-1796), y los reveses militares lo obligaron a aceptar el Tratado de Saint-Florent-le-Vieil el 2 de mayo de 1795. Sin embargo, en diciembre el tratado es violado y Stofflet debe volver a alzarse en armas por instigación del conde de Provenza, Louis Stanislas Xavier Borbón (1755-1824), que lo nombró brigadier. Esta intentona fracasa completamente y Stofflet es arrestado, juzgado y fusilado en Angers el 25 de febrero de 1796. La compañía que lo ejecutó estaba al mando de Charles Marie de Beaumont d'Autichamp (1770-1859).
Más temido que amado por sus tropas. Era inteligente y buen soldado pero también duro, frío y ambicioso. Después de la muerte de sus jefes intento convertirse en el nuevo líder del movimiento. Pero su poca capacidad para desempeñar el mando y la división de los rebeldes se lo impidieron en la práctica.